# Na toulavém kole
Na toulavém kole je seriál České televize z roku 2002. Věnuje se cyklistickým výletům v různých oblastech České republiky. Pořadem provází herec Martin Dejdar.

## Přehled odvysílaných dílů
| Díl | Název dílu               | Archiv ČT |
| --- | ------------------------ | --------- |
| 1   | Podyjí                   | spustit   |
| 2   | Žďárské vrchy            | spustit   |
| 3   | Křivoklátsko             | spustit   |
| 4   | Třeboňsko                | spustit   |
| 5   | Šumava                   | spustit   |
| 6   | Jizerské hory            | spustit   |
| 7   | Krušné hory              | spustit   |
| 8   | Orlické hory             | spustit   |
| 9   | Krkonoše                 | spustit   |
| 10  | Beskydy                  | spustit   |
| 11  | Jeseníky                 | spustit   |
| 12  | Javorníky                | spustit   |
| 13  | Moravské vinařské stezky | spustit   |